# Synagoge (Oberemmel)
Die Synagoge in Oberemmel wurde zwischen 1830 und 1850 in der Wagnergasse (heutige Scharzbergstraße) errichtet. Bei den Novemberpogromen 1938 wurde die Inneneinrichtung zerstört. Das in seiner Substanz erhaltene Gebäude wurde nach 1945 als Scheune genutzt. In den 1960er Jahren wurde die ehemalige Synagoge abgerissen.

## Synagoge
Die Synagoge wurde zwischen 1830 und 1850 in der Wagnergasse (heutige Scharzbergstraße) erbaut. Es handelte sich um einen Rechteckbau. Auf der westlichen Giebelseite befanden sich der Eingang in Form eines Rundbogenportals sowie zwei Rundbogenfenster. Im Giebel befand sich eine Rosette. Auch in den Seitenwänden befanden sich Rundbogenfenster. Vom Vorraum aus gelangte man durch eine Tür in den Betsaal. Rechts führte eine Treppe zur Frauenempore. Der Toraschrein befand sich im hinteren Gebäudeteil. Bei den Novemberpogromen 1938 wurde die Inneneinrichtung zerstört und die Scheiben eingeworfen. Das Gebäude blieb ansonsten komplett erhalten. 1943 kaufte die Gemeinde Oberemmel das Gebäude für 1000 Reichsmark. Nach 1945 ging das Gebäude, nachdem der Kaufvertrag 1945 durch die Wiedergutmachungskammer aufgehoben worden, in Privatbesitz über und wurde als Scheune genutzt. Wegen Baufälligkeit wurde das Gebäude dann in den 1960er Jahren abgerissen.

## Jüdische Gemeinde Oberemmel
Urkundlich erwähnt wird ein jüdischer Einwohner in Oberemmel bereits im Jahr 1662. Die Zahl der Mitglieder der jüdischen Gemeindemitglieder stieg langsam an, bis sie im Jahr 1901 mit 55 Mitgliedern ihren Höchststand erreichte. Die Gemeinde verfügte über eine eigene Religionsschule. Die Verstorbenen wurden auf dem jüdischen Friedhof in Oberemmel beigesetzt.  Mit der Machtergreifung Adolf Hitlers 1933 verstärkten sich die Repressionen gegen die jüdische Einwohner von Oberemmel. Vor den Novemberpogromen 1938 waren bereits drei Familien emigriert. Die restlichen jüdischen Einwohner verließen Oberemmel bis Ende 1938.

### Entwicklung der jüdischen Einwohnerzahl
| Jahr | Juden | Jüdische Familien |
| ---- | ----- | ----------------- |
| 1765 |       | 2                 |
| 1806 | 24    |                   |
| 1843 | 27    |                   |
| 1895 | 31    |                   |
| 1901 | 55    |                   |
| 1911 | 30    |                   |
| 1933 | 26    |                   |

Quelle: alemannia-judaica.de
Das Gedenkbuch – Opfer der Verfolgung der Juden unter der nationalsozialistischen Gewaltherrschaft 1933–1945 und die Zentrale Datenbank der Namen der Holocaustopfer von Yad Vashem führen 15 Mitglieder der jüdischen Gemeinschaft Oberemmel (die dort geboren wurden oder zeitweise lebten) auf, die während der Zeit des Nationalsozialismus ermordet wurden.